# Franco Sancassani
Franco Sancassani (ur. 12 kwietnia 1974 w Lecco) – włoski wioślarz.

## Osiągnięcia
- Mistrzostwa Świata – Tampere 1995 – czwórka podwójna wagi lekkiej – 3. miejsce[1].
- Mistrzostwa Świata – Aiguebelette-le-Lac 1997 – czwórka podwójna wagi lekkiej – 1. miejsce[1].
- Mistrzostwa Świata – Kolonia 1998 – czwórka podwójna wagi lekkiej – 1. miejsce[1].
- Mistrzostwa Świata – St. Catharines 1999 – czwórka podwójna wagi lekkiej – 1. miejsce[1].
- Igrzyska Olimpijskie – Sydney 2000 – czwórka bez sternika wagi lekkiej – 4. miejsce[1].
- Mistrzostwa Świata – Lucerna 2001 – czwórka bez sternika wagi lekkiej – 4. miejsce[1].
- Mistrzostwa Świata – Sewilla 2002 – dwójka bez sternika wagi lekkiej – 2. miejsce[1].
- Mistrzostwa Świata – Mediolan 2003 – dwójka bez sternika wagi lekkiej – 6. miejsce[1].
- Mistrzostwa Świata – Eton 2006 – ósemka – 1. miejsce[1].
- Mistrzostwa Świata – Linz 2008 – czwórka podwójna wagi lekkiej – 1. miejsce[1].
- Mistrzostwa Świata – Poznań 2009 – czwórka podwójna wagi lekkiej – 1. miejsce[1].
- Mistrzostwa Europy – Montemor-o-Velho 2010 – czwórka podwójna wagi lekkiej – 1. miejsce[1].